# Eriocaulon tricornum
Eriocaulon tricornum är en gräsväxtart som beskrevs av Gregory John Leach. Eriocaulon tricornum ingår i släktet Eriocaulon och familjen Eriocaulaceae.
Artens utbredningsområde är Northern Territory, Australien. Inga underarter finns listade i Catalogue of Life.